# J³ KANSAI
『J³ KANSAI』（ジェイキューブ カンサイ）は、関西テレビで2002年10月3日（2日深夜）から2003年3月27日（26日深夜）まで放送されていたバラエティ番組。
後の関ジャニ∞およびSUPER EIGHTのメンバーが出演していた深夜番組。主な内容は、関西ジャニーズJr.のメンバーが視聴者からの依頼を解決することとクラブ活動をすることだった。

## 出演者
内・丸山・安田の3人は当初V.WESTのメンバーとして出演していたが、2002年12月に大倉が加入し、「関ジャニ8」とグループ名が付けられ、後の関ジャニ∞が結成された。
- MC
  - 村上信五
  - 横山裕
  - 杉本なつみ（当時関西テレビ放送アナウンサー）
- 他出演者
  - 渋谷すばる
  - 錦戸亮
  - 内博貴
  - 丸山隆平
  - 安田章大
  - 大倉忠義（2002年12月より加入[2]）

## コーナー
ふね部
世界中の様々な船に乗ろうということでスタートしたが、後述のビーチボールバレー部が出来たことで4回で終了した。第3回目から実施。渋谷すばるが「ふね部」の残党として、最後の最後までふね部員としてのこだわりを貫こうと、事あるごとに「ふね部」を連呼した。
ビーチボールバレー部
ビーチボールを使ってバレーをするビーチボールバレー（≠ビーチバレーボール）で全国制覇を目指す部活。第8回目から実施。この企画は、後継番組の『ほんじゃに!』へと引き継がれた。

## スタッフ
- ナレーション：藤沢としや
- 構成：桝野幸宏、さいとうわに、森脇尚志、やまだともカズ
- CAM：大徳隆一、秋口英晃
- MIX：松尾友裕、林敏永
- EED：磯田貴彦・北村たかみ（両社ともイングス）
- SE・MA：田口雅敏（戯音工房）
- デザイン：井内克信（レフティーデザイン）
- 電飾：ハートス
- 大道具：サンケイビルテクノ
- CG：ピーティ
- メイク：ビーム
- スタイリスト：牧野浩之、三好布欣子
- 音楽監修：松尾功
- ディレクター：白附克仁、川本淳一、中畔弘敬
- 演出・プロデューサー：松本浩
- プロデューサー：笠井暁生（関西テレビ）
- 制作協力：ジャニーズ事務所、メディアプルポ
- 制作著作：関西テレビ

## 放送局
※系列は放送当時のもの。
| 放送対象地域 | 放送局       | 系列           | 放送日時                     | 備考   |
| ------------ | ------------ | -------------- | ---------------------------- | ------ |
| 近畿広域圏   | 関西テレビ   | フジテレビ系列 | 木曜 0:40 - 1:10（水曜深夜） | 製作局 |
| 日本全域     | BSフジ       | BSデジタル放送 | 火曜 22:00 - 22:30           |        |
| 栃木県       | とちぎテレビ | 独立UHF局      | 月曜 20:30 - 21:00           |        |